# Léon Frédéric

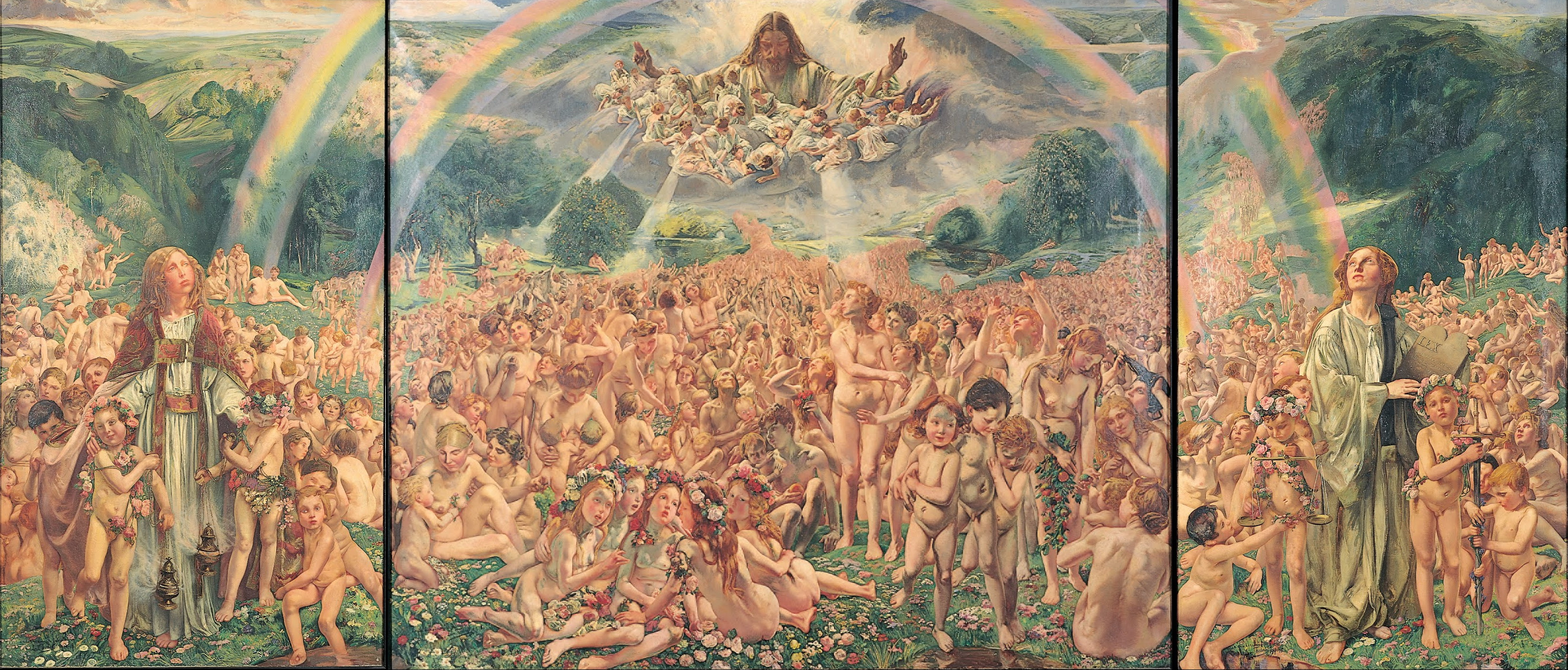
Todas las cosas mueren, pero todas serán resucitadas a través del amor de Dios (1893-1918), Museo de Arte Ohara, Kurashiki

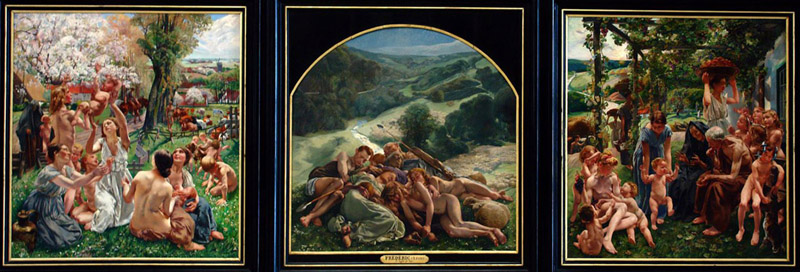
La Edad de Oro (1900)

Léon Henri Marie Frédéric (Bruselas, 26 de agosto de 1865-Schaerbeek, 7 de julio de 1940) fue un pintor simbolista belga. 

## Biografía
Estudió en la Academia de Bellas Artes de Bruselas y fue discípulo de Jean-François Portaels. Entre 1878 y 1879 realizó un viaje de estudios por Italia. Recibió la influencia del Quattrocento italiano y los primitivos flamencos, así como de Jules Bastien-Lepage. Se movió entre el realismo academicista y el simbolismo, con obras de un elevado misticismo en las que se revela igualmente su compromiso social. Su etapa simbolista se centró en la década de 1890, con una especial influencia del prerrafaelismo, en un estilo preciso y de frío colorido de fuerte componente alegórico (Pensamiento que se despierta, 1891). Empleó a menudo el formato del tríptico: Las edades del obrero (1895-1897, Museo de Orsay, París), El arroyo, el torrente, el agua estancada (1897-1900, Musées Royaux des Beaux-Arts de Belgique, Bruselas). Expuso su obra en el Salón de Bruselas, en el círculo Essor y en el Salon d'Art Idéaliste.
El 24 de abril de 1929 el rey Alberto I le concedió el título de barón. 